# Днепровский переулок (Санкт-Петербург)
Днепро́вский переу́лок — переулок в Василеостровском районе Санкт-Петербурга. Проходит от 7-й линии Васильевского острова до Академического переулка.

## История
Первоначальное название Глухой переулок известно с 1821 года. В 1836—1846 годах существовал вариант 1-й Глухой переулок. Название Днепровский переулок дано 14 июля 1859 года по реке Днепр, в ряду улиц Васильевской части, наименованных по рекам России.
В XX веке переулок неоднократно привлекал внимание кинематографистов. Здесь, в частности, разворачивается финальная сцена фильма А. Балабанова «Груз-200».

## Достопримечательности

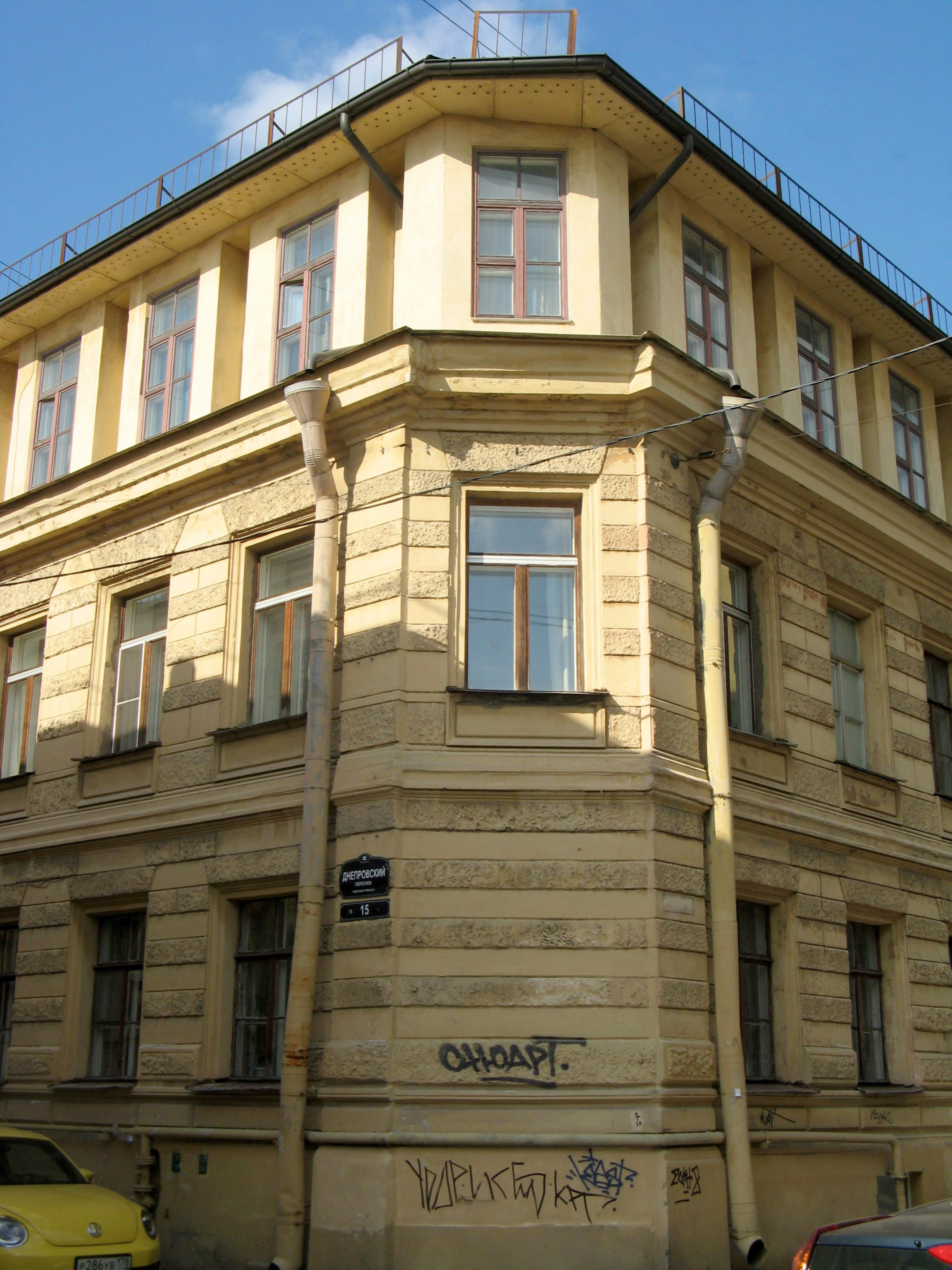
Дом № 15 на углу Днепровского и Академического переулков

- Дом № 1 (7-я линия, д. № 16—18) — доходный дом и аптека А. В. Пеля и сыновей. Одна из самых старых аптек Петербурга, до революции поставляла лекарства царскому двору. Аптека Пеля представляла собой комплекс, включавший производственную аптеку, исследовательскую лабораторию, фармацевтическую фабрику (проработавшую до 1927 года), склады, научную библиотеку с гербарием. Доходный дом в стиле модерн, где расположена аптека, строился в 1907—1910 годах по проекту К. И. Нимана при участии З. Я. Леви, в конце жизни А. В. Пеля, а окончен был уже после его смерти. Согласно легенде, в башне, которую Александр Пель построил во дворе аптеки, он проводил алхимические опыты и разводил грифонов. В 1994 году «башня грифонов» была украшена петербургскими художниками и стала памятником андеграунда[3]. После реставрации 1983 года в аптеке был создан музей истории отечественной фармации.  памятник архитектуры (вновь выявленный объект)[4]
- Дом № 2 (7-я линия, д. № 20) — Андреевское городское училище. Построено в 1786 году по разработанному архитектором Ф. И. Волковым типовому проекту народного училища. Это каменное двухэтажное здание, прямоугольное в плане, c небольшим ризалитом в три окна в средней части, увенчанным треугольным фронтоном. В Петербурге сохранилось два училища, построенных по таким проектам (второе — Воздвиженское городское училище на Лиговском проспекте, д. № 128).  памятник архитектуры (вновь выявленный объект)[4]
- Дом № 3 — бывшее здание химической лаборатории и фармацевтической фабрики «Доктор Пель и Сыновья».  памятник архитектуры (вновь выявленный объект)[4]
- Дом № 5 (7-я линия, д. № 14) — дом князя И. И. Щербатова (дом Е. А. Емелиной). Построен в 1720—1730-х годах. В 1864 году частично перестроен архитектором К. Т. Андрущенко.  памятник архитектуры (вновь выявленный объект)[4]
- Дом № 9 — доходный дом, построен в 1869 году архитектором И. И. Радике.
- Дом № 11 (7-я линия, д. № 8) — флигель дома А. Одоевской (дома И. М. Максимова). Дом построен в 1730-х годах, в XIX веке дважды перестраивался.  памятник архитектуры (вновь выявленный объект)[4]
- Дом № 15 (Академический переулок, д. № 7 / 7-я линия, д. № 4) — дом А. М. Аргамакова (дом Х. Крюгера). Построен в 1730-х годах. В 1840 году надстроен архитектором И. И. Цимом, в 1874 году перестроен и расширен до Днепровского переулка архитектором Л. Л. Петерсоном.  памятник архитектуры (вновь выявленный объект)[4]
- Дом № 20 (8-я линия, д. № 5) — бани И. И. Парланда. В середине XIX века в этом доме размещались бани, принадлежавшие штаб-ротмистру И. И. Парланду.
- Дом № 22 (8-я линия, д. № 5 / Академический переулок, д. № 9) — дом А. А. Грекова — дом Кенигов.  памятник архитектуры (вновь выявленный объект)[4]